# Trio pour piano no 36 de Joseph Haydn
Le Trio pour piano no 36 Hob.XV.22 en mi bémol majeur est un trio pour piano, violon et violoncelle composé par Joseph Haydn en 1794.

## Structure
1. Allegro moderato,à 2/4
2. Poco adagio (en sol majeur, à 2/2)
3. Finale: Allegro à 3/4

## Source
- François-René Tranchefort, guide de la musique de chambre, éd. Fayard p.434  (ISBN 2-213-02403-0)